# Colchicum woronowii
Colchicum woronowii là một loài thực vật có hoa trong họ Colchicaceae. Loài này được Bokeriya miêu tả khoa học đầu tiên năm 1990.